# Kościół św. Maksymiliana Kolbego w Żywcu
Kościół św. Maksymiliana Kolbego – kościół w Żywcu, w dzielnicy Oczków, siedziba parafii św. Maksymiliana Kolbego, obejmującej swoim zasięgiem dzielnicę Oczków. Położony jest przy ul. Krakowskiej (droga wojewódzka nr 948), w pobliżu skrzyżowania z ul. Oczkowską.

## Historia
Przed budową własnego kościoła, wieś Oczków należała do parafii w Łękawicy. Lekcje religii dla dzieci odbywały się w lokalu prywatnym, tam też odprawiano od 1977 r. msze.
W 1978 r. na wizytacji kanonicznej przebywał tam kard. Karol Wojtyła, który zachęcił mieszkańców do budowy własnej świątyni.
Pozwolenie na budowę kościoła otrzymano 25 września 1981 r. Autorami projektu budynku zostali Weronika i Zbigniew Kołder z Cieszyna. Krzyż na placu budowy poświęcił w kwietniu 1982 r. biskup Jan Pietraszko. Do prac przystąpiono w czerwcu tego samego roku.
Pierwsza msza została odprawiona w zakrystii nowego budynku w grudniu 1982 r. Kościół stał się świątynią parafialną w 1983 r., kiedy to erygowano samodzielną parafię w Oczkowie.
Kościół św. Maksymiliana Kolbego został poświęcony w 1986 r. przez kardynała Franciszka Macharskiego.

## Architektura i wnętrze
Kościół został wybudowany z cegły i elementów żelbetowych. Z uwagi na podłoże, konstrukcja kościoła została oparta na podstawie z 24 otworów o głębokości 9 metrów i szerokości 1,5 do 5 metrów, wypełnionych betonem.
Świątynia została zaprojektowana na planie prostokąta. Od wschodu postawiono czworoboczną kaplicę, która zwęża się ku górze. Od frontu umieszczono ażurową wieżę, wtopioną w lewy narożnik budowli. Okna znajdują się na różnych poziomach.
W związku z budową na terenie spadzistym, na parterze znajduje się kondygnacja mieszcząca między innymi salki katechetyczne.
We wnętrzu kościoła postawiono ołtarz, w którym umieszczony został wizerunek Jezusa, a także rzeźby św. Maksymiliana Kolbego i św. Józefa. Na prawo od ołtarza znajduje się kaplica Matce Boskiej Częstochowskiej.